# Божурец
Божу̀рец е село в Североизточна България, област Добрич, община Каварна.

## География
Разположено е на 250 м от морския бряг. Намира се на 5 км от Каварна, на 12 км от Балчик, на 22 км от курорта Албена и на 32 км от Златни пясъци.
Равнинният терен на местността завършва внезапно с почти отвесни скали, разкривайки неописуема гледка към черноморската шир.

## История
Старото име на селото е било Михал бей.

## Население
Численост
Обща численост на населението според преброяванията през годините: 
| \| Година на преброяване \| Численост \| \| --------------------- \| --------- \| \| 1934 \| 254 \| \| 1946 \| 293 \| \| 1956 \| 330 \| \| 1965 \| 209 \| \| 1975 \| 173 \| \| 1985 \| 131 \| \| 1992 \| 85 \| \| 2001 \| 154 \| \| 2011 \| 101 \| \| 2021 \| 71 \| |           |
| Година на преброяване | Численост |
| 1934 | 254       |
| 1946 | 293       |
| 1956 | 330       |
| 1965 | 209       |
| 1975 | 173       |
| 1985 | 131       |
| 1992 | 85        |
| 2001 | 154       |
| 2011 | 101       |
| 2021 | 71        |

Етнически състав
Численост и дял на етническите групи според преброяването на населението през 2011 г.: 
|                     | Численост | Дял (в %) |
| Общо                | 101       | 100,00    |
| Българи             | 81        | 80,19     |
| Турци               | ?         | ?         |
| Цигани              | ?         | ?         |
| Други               | ?         | ?         |
| Не се самоопределят | –         | –         |
| Неотговорили        | 15        | 14,85     |

## Икономика
На два километра от селото се строи голям комплекс, наречен „Тракийски скали“, по проект на световноизвестния голфър Гари Плейър. Комплексът ще включва първокласно игрище за голф с осемнайсет дупки, яхтено пристанище, както и луксозни вили и апартаменти. На около 8 км от с. Божурище се работи по друг подобен проект, създаден от Ян Уснам.

## Политика
Село Божурец няма кмет. Администрацията се намира на пряко подчинение на кмета на Каварна.